# 다이얼로그차이나
다이얼로그차이나(영어: Dialogue China, 중국어 간체자: 对话中国, 정체자: 對話中國)는 1989년 톈안먼 사건 주역이었던 중국의 민주화 운동가인 왕단이 1989년 톈안먼 사건 29주년인 2018년에 설립 한 미국의 싱크탱크이다.
주로 해외로 망명 중인 중국민주화운동 인사들로 구성되어 있으며 유명 인사로는 왕단과 함께 1989년 톈안먼 사건 주역이었던 우얼카이시, 홍콩 민주화 운동가 조슈아 웡, 타이완 해바라기 학생 운동 주역이었던 린페이판이 소속되어 있다. 현재 미국 워싱턴 D.C.에 위치하고 있으며 1989년 톈안먼 사건 30주년인 2019년에는 다이얼로그차이나 한국대표부를 설립하기도 하였다.
2019–2020년 홍콩 시위가 한창이었던 2019년 10월에는 왕단과 조슈아 웡이 다이얼로그차이나 한국대표부를 통해서 대한민국에 <홍콩 시위 지지 촉구를 위한 입장문>을 밝힌 바 있다.

## 연혁
- 2018년 6월 다이얼로그차이나 설립 (워싱턴 D.C.)
- 2019년 6월 4일 1989년 톈안먼 사건 30주기 기념식 (워싱턴 D.C.)
- 2019년 6월 다이얼로그차이나 한국대표부 설립 (서울특별시)

## 조직

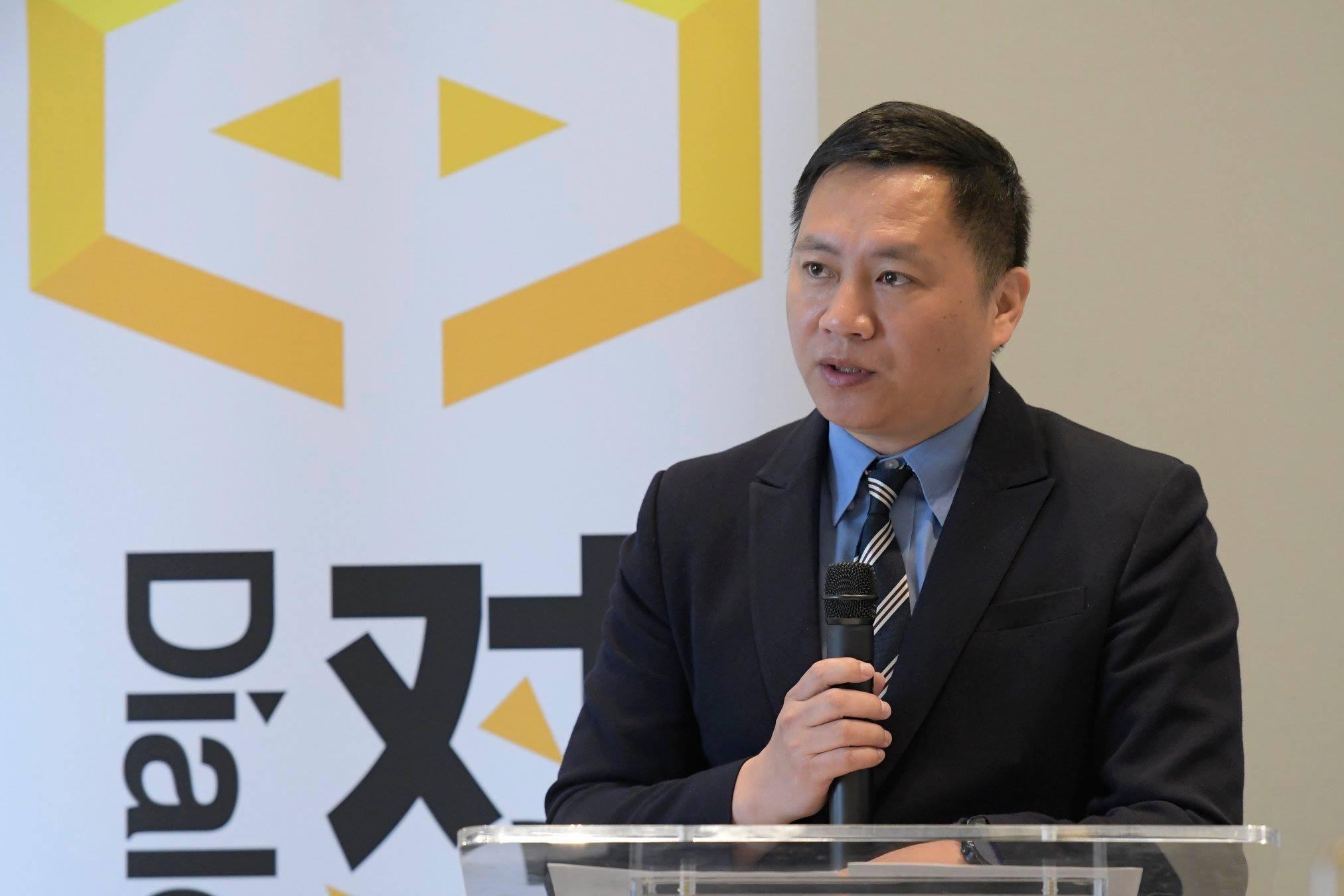
2018년 6월 다이얼로그차이나 설립식(워싱턴D.C.)에서 발언중인 왕단 소장

### 워싱턴D.C.
- 소장: 왕단 (인권운동가, 1989년 톈안먼 사건 주역)
- 부소장: 샹샤오지 (변호사, 1989년 톈안먼 사건 주역)
- 사무국장: 진엔 (1989년 톈안먼 사건 주역)
- 법률고문: 리진진 (변호사, 1989년 톈안먼 사건 주역)

### 이사회
- 의장: 왕쥔타오 (컬럼비아 대학교 교수, 1989년 톈안먼 사건 주역)
- 이사: 조슈아 웡 (2014년 홍콩 시위 주역), 린페이판 (대만 해바라기 학생 운동 주역), 쑤샤오캉 (작가), 후핑 (정치분석가, 정치잡지 '북경의봄' 주필), 샹샤오지, 천샤오핑, 진엔, 통이 (1989년 톈안먼 사건 주역), 왕티엔청 (법률학자), 왕룬즈 (기업가), 장웨이궈 (잡지 '동향' 주필), 바이샤오통 (캐나다 중국유학생)

### 학술위원회
- 의장: 후핑 (정치분석가, 정치잡지 '북경의봄' 주필)
- 위원: Perry Link (캘리포니아 대학교 리버사이드 교수), 링무시엔 (메이지 대학 교수), 천궤이더 (철학가), 샤밍 (뉴욕시립대학교 정치학과 교수), 왕차오화 (1989년 톈안먼 사건 주역), 펑총이 (시드니 공과대학교 교수), 샤예량 (전 베이징 대학 교수)

### 고문위원회
- 의장: 쑤샤오캉 (작가)
- 위원: Larry Diamond (스탠퍼드 대학교 교수) , 정춘주, 랴오이우 (작가), 캉정구어 (작가), 우얼카이시 (1989년 톈안먼 사건 주역), 장보리 (1989년 톈안먼 사건 주역), 우쭤라이 (작가), 우런화  (1989년 톈안먼 사건 연구전문가), 웨이비저우 (세계일보 부편집자), Kunga Tashi (제14대 달라이 라마 북미사무소 화인사무관), Marie Holzman (프랑스 중국전문가)

### 한국대표부
- 대표: 이대선

## 기타

### 낸시 펠로시미국 하원 의장과의 관계
2018년 6월 설립 당시 미국 하원 의장인 낸시 펠로시는 이같이 설립 축하 메시지를 전달하였다.
| “ | 천안문 사건 29주년인 오늘 왕단과 그의 동료들에게, 싱크탱크 '다이얼로그 차이나'를 설립한 것을 축하드립니다. 천안문 사건의 희생자들과 그로 인해 고통받는 많은 분들이 있습니다. 저희도 자유와 더 나은 미래를 위해 싸우겠다는 결의를 계속해서 다지겠습니다. | ” |

낸시 펠로시 의장과 왕단 소장은 친분이 두터운것으로 알려져 있으며 낸시 펠로시 의장은 다이얼로그차이나에서 주최했던 1989년 톈안먼 사건 30주년 기념행사(2019년 6월 4일)에도 참석하였다.

### 대한민국에서의 활동
다이얼로그차이나 한국대표부는 2019년 6월에 설립되었으며 한국에서의 중화권 민주화 운동 지원 및 한국과의 연대를 주도하고 있는 것으로 알려져 있다. 한국대표부 대표는 왕단의 제자였던 이대선이 맡고 있다.
2019–2020년 홍콩 시위가 한창이었던 2019년 10월에는 다이얼로그차이나 소장인 왕단과 이사인 조슈아 웡이 한국대표부를 통해 <홍콩 시위 지지 촉구를 위한 입장문>을 밝혔고 입장문에서 왕단과 조슈아 웡은 이같이 말했다.
| “ | 오늘의 '홍콩'은 39년 전 '광주'가 되었습니다. | ” |
|   | — 다이얼로그차이나 소장 왕단                 |   |

| “ | 우리는 한국 국민들이 먼저 걸어온 '민주화의 길'을 홍콩 시민들과 손잡고 함께 가주길 희망합니다. | ” |
|   | — 다이얼로그차이나 이사 조슈아 웡                                                             |   |

앞으로 다이얼로그차이나 한국대표부는 왕단과 조슈아 웡의 방한을 추진할 것으로 밝혔다.

## 같이 보기
- 왕단
- 조슈아 웡
- 우얼카이시
- 1989년 톈안먼 사건
- 중국민주화운동